# 甄燊港
甄燊港（Thomas Yan Sun Kong，約1947年—），原籍廣東臺山，香港國情專家、傳媒人及政治人物，香港政黨人民力量前副主席兼前成員、政治組織前綫召集人。

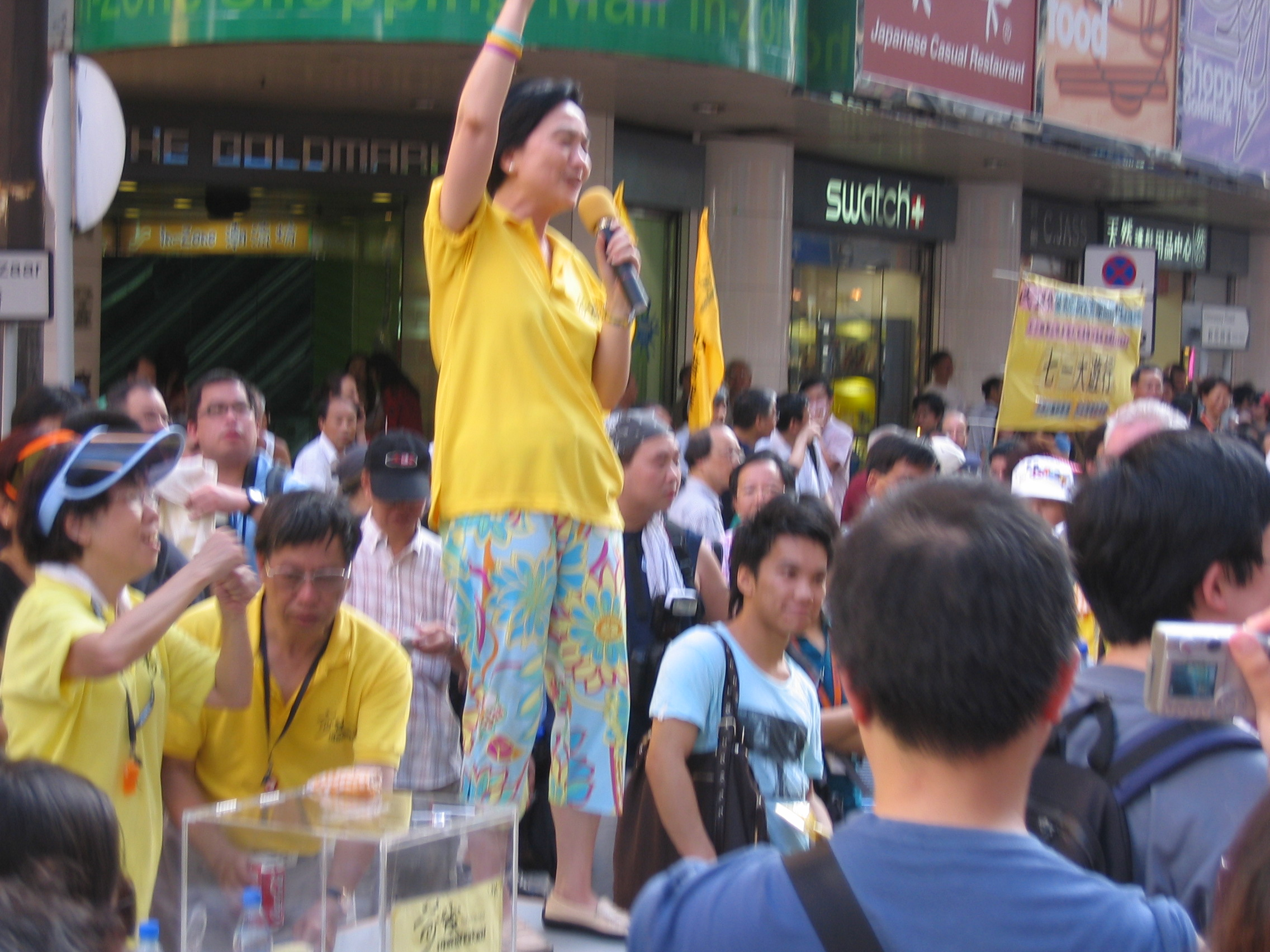
2006年七一遊行。前綫 (1996-2009)。甄燊港，劉慧卿。

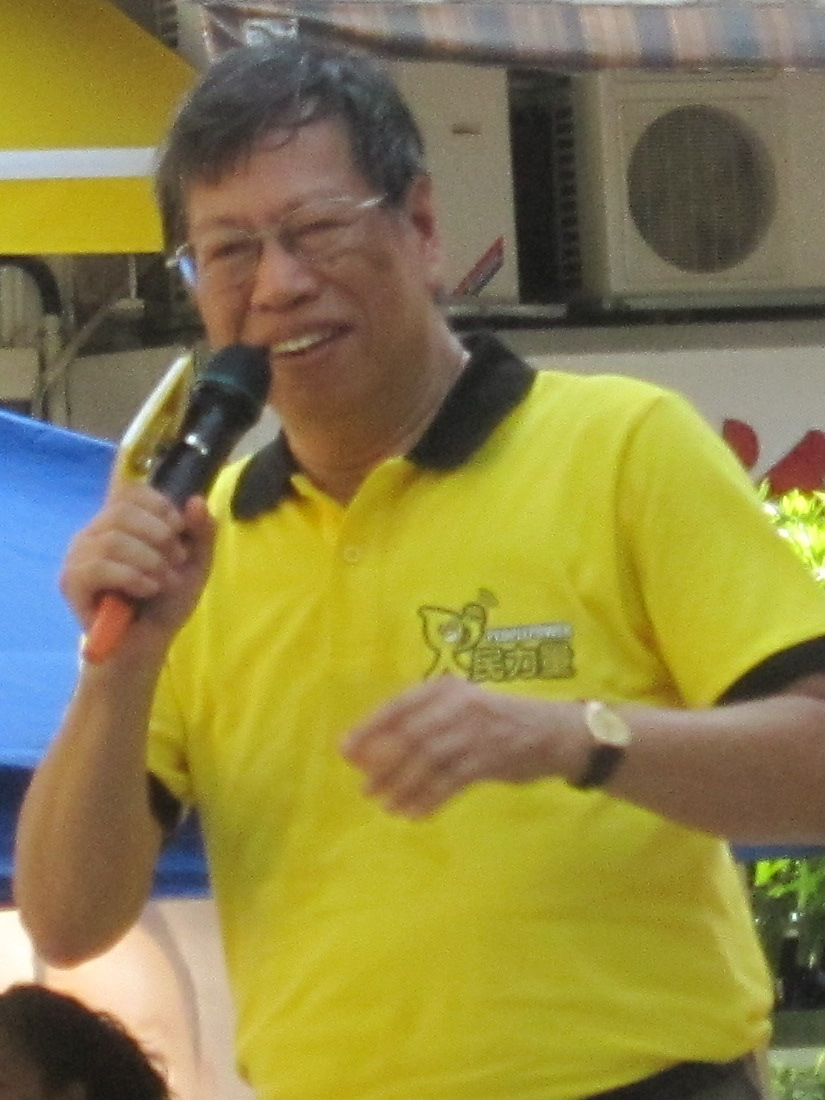
前綫召集人、人民力量副主席甄燊港，站台支持「慢必」陳志全出選新界東立法會選舉。2012年7月15日，大埔。

## 生平
甄燊港畢業於國立台灣大學政治系，1974年底回港，1975年入職商業電台新聞部任採訪記者，1976年擢升至管理層，負責管理新聞部日常工作。他亦曾任職週刊管理層。
甄燊港是首位華人出任香港記者協會主席（1978-1979）。
甄燊港雖常批評民主黨，但整體與泛民主派友善，曾是民主倒董力量（2003年）的執委。
他曾支持柳玉成於2004年出選香港立法會，也曾為南方民主同盟兩週年紀念贈辭，亦曾到龍緯汶主持的網上電台節目接受訪問。
2008年，前綫主要成員劉慧卿等投靠民主黨，甄燊港及部分其他成員堅持留下來，重組前綫。
2011年4月開始，甄燊港和歷蘇主持香港人網節目〈國情燊知〉。
2013年10月23日開始，甄燊港和蘇浩主持謎米香港節目〈國情揭露〉。

## 個人生活
甄燊港太太在葛亮洪醫院擔任行政工作，2016年2月，甄太的平治房車在將軍澳馬游塘村被人淋潑紅油及起漆水。